# Загорб (Ужгородський район)
За́горб — село в Україні, у Закарпатській області, Ставеньської сільської територіальної громади Ужгородського району (до 2020 року Великоберезнянського району). Населення 571 чоловік станом на 2001 рік. Центр сільради. Село розташоване у гірській місцевості в долині потічка, правої притоки річки Уж.
У 1582-перша згадка про Zahorb.
1773-Zahorb, 1800-Zahor, 1808-Zahorb, 1913-Határhegy
У 1638 році в селі проживали дві шолтиські родини, вісім селянський і 21 желярська родини.
У 1725 році згідно з податковими списками у селі проживало більше 7 кріпацьких родин. Тоді в селі працював водяний млин.
За переказами, перша дерев'яна церква св. Василя Великого стояла в урочищі Стара Цирьков. Про неї з 1751 року є відомості. Вона знаходилася у поганому стані, але мала старі і нові церковні образи та церковні книги. Після 1751 року збудували нову церкву в урочищі Пелекінська загорода.
Нині домінантною церквою Загорба є церква св. Василя Великого, споруджена у 1885 році.
Церква св. Василя Великого. 1885.
У 1751 р. згадують дерев'яну церкву св. Василя Великого з двома дзвонами, що вже руйнувалася і мала частково старі, а частково нові образи, а також усі церковні книги. Очевидно, після цього збудували ще одну дерев'яну церкву. В 1892 р. в селі Сіль розібрали поганенький будиночок півцевчителя, що був споруджений з деревини розібраної в Загорбі церкви.
Перша дерев'яна церква стояла в місцині, що дотепер зветься Стара Цирьков, друга була в урочищі Пелекійська Загорода.
Тепер у селі — типова мурована базилічна церква, яку споруджували впродовж 12 років, а село тоді налічувало, як розповідає колишній дяк Василь Іваниця, приблизно 30 хат. Камінь для будівництва брали в урочищі Скалка.
Шематизм 1915 р. вказує на 1885 p., як рік оновлення церкви. В 1922 р. сталася велика пожежа. Згоріла школа, кілька будинків, від церкви лишилися тільки стіни. Того ж року зібрали кошти для відбудови.
Серед уповноважених збирачів пожертв в Ужанському комітаті був Олекса Середник. Храм відновлювали за священика Івана Гомічка, куратора Степана Іваниці. Після ремонту завершення вежі стало нижчим на одну главку.
У вежі розташовано три дзвони, найбільший і найменший з яких виготовила ужгородська фірма «Акорд» у 1930 р. Найдавніший дзвін має латинський напис: «1819 | FABRIKA COMPANARUM JOANNIS SARAFIN IN KALUSZ». У церкві збереглось кілька образів з попередньої дерев'яної церкви. На образі Богородиці зберігся напис: «Сей иконостас далъ измаловати рабъ бжи влека Беге ній за отпущение гріхов Іоан Треныцъ Иванъ Сте | фонишинъ Матій Диковецъ за отпущение гриховъ своих ABC (1806)».
[Цифірь АВС є некоректною: А (1000) + В (2) + + С (200) = 1202. Звідки взялося 1806 — невідомо. Прим. М.Жарких]
У 1988 p. проведено ремонт і замінено багато старих речей. Нові ікони намалювали Василь Дуб та Василь Кешкентій із Жорнави. Місцевий різьбяр Василь Стружак почав робити в 1998 р. досить своєрідний іконостас.
Залізнична платформа Загорб.

## Населення
Згідно з переписом УРСР 1989 року чисельність наявного населення села становила 638 осіб, з яких 317 чоловіків та 321 жінка.
За переписом населення України 2001 року в селі мешкало 549 осіб. 100 % населення вказало своєю рідною мовою українську мову.

## Туристичні місця
- храм св. Василя Великого. 1885.
- урочище Пелекійська загорода.